# Cleptonotus albomaculatus
Cleptonotus albomaculatus là một loài bọ cánh cứng trong họ Cerambycidae.